# تئوفیل باوئر
تئوفیل باوئر (انگلیسی: Théophile Bauer) ژیمناستیک هنری اهل بلژیک بود.
از افتخارات وی میتوان به کسب مدال نقره تیمی تمام اسباب مردان در بازی‌های المپیک تابستانی ۱۹۲۰ اشاره کرد.